# Таррант (округ)
Округ Таррант (англ. Tarrant) — округ штата Техас Соединённых Штатов Америки. На 2000 год в нём проживало 1 446 230 человек. По оценке бюро переписи населения США в 2009 году население округа составляло 1 789 900 человек. Окружным центром является город Форт-Уэрт.

## История
Округ Таррант был сформирован в 1849 году. Он был назван в честь Эдварда Тарранта, генерала, вытеснившего индейцев с территории округа.

## География
По данным бюро переписи населения США площадь округа Таррант составляет 2324 км², из которых 2236 км² — суша, а 88 км² — водная поверхность (3,80 %).

### Основные шоссе
| - Федеральная автострада 20 - Федеральная автострада 30 - Федеральная автострада 35W - Федеральная автострада 820 - Шоссе 81 | - Шоссе 287 - Шоссе 377 - Автострада 10 - Автострада 26 - Автострада 114 | - Автострада 121 - Автострада 183 - Автострада 199 - Автострада 360 - Кольцевая автострада 303 |

### Соседние округа
- Дентон (север)
- Даллас (восток)
- Эллис (юго-восток)
- Джонсон (юг)
- Паркер (запад)
- Уайз (северо-запад)